# Wapen van Geldrop

Wapen van Geldrop

Het wapen van Geldrop werd op 16 juli 1817 bij besluit van de Hoge Raad van Adel aan de toenmalige Noord-Brabantse gemeente Geldrop bevestigd. Op 1 januari 2004 ging de gemeente, samen met de gemeente Mierlo, op in de nieuw opgerichte gemeente Geldrop-Mierlo, waarmee het wapen kwam te vervallen. In het wapen van Geldrop-Mierlo is een verbeterde versie van het wapen van Geldrop opgenomen.

## Blazoenering
De blazoenering bij het wapen luidt als volgt:
Van lazuur beladen met 3 harten van goud, staande 2 en 1.
De heraldische kleuren zijn lazuur (blauw) en goud (geel). Dit zijn de rijkskleuren. De beschrijving is later toegevoegd, oorspronkelijk stond in het register uitsluitend een tekening.

## Geschiedenis
Het wapen is afgeleid van een zegelafdruk van de schepenbank uit 1561. Dit is het oudst bekende zegel van Geldrop, dat reeds in 1371 een eigen schepenbank had. In 1616 werd een nieuw zegel gesneden, eveneens met een wapen met drie harten, dat tot de Bataafse omwenteling in gebruik bleef. Het is onduidelijk wat de herkomst van het wapen is, maar het is waarschijnlijk dat de harten oorspronkelijk plompebladeren waren. De oorspronkelijke kleuren konden niet worden achterhaald, waardoor het wapen is verleend in de rijkskleuren: goud op blauw. Toen de gemeente opging in de nieuwe gemeente Geldrop-Mierlo is het aannemelijke oorspronkelijke wapen in twee kwartieren van het nieuwe wapen geplaatst. Ook hier zijn de rijkskleuren aangehouden, omdat men nog steeds niet met zekerheid weet wat de oorspronkelijke kleuren van het wapen geweest zijn.

## Verwant wapen

Het wapen van Geldrop-Mierlo